# علي المصيلحي
علي المصيلحي هو وزير التموين والتجارة الداخلية السابق بوزارة مصطفى مدبولي الأولى، وكان رئيس اللجنة الاقتصادية بمجلس النواب لكنه تقدم بالاستقالة بعد ترشيحه لشغل منصب وزير التموين، وشغل سابقاً منصب وزير التضامن الاجتماعي في وزارة أحمد نظيف الثانية ثم نفس المنصب في وزارة أحمد شفيق.

## نشأته وميلاده
ولد الدكتور علي المصيلحي عام 1949 بمحافظة الشرقية مركز أبو كبير، والتحق بالكلية الفنية العسكرية والتي تخرج منها عام 1971 بدرجة امتياز مع مرتبة الشرف في مجال الهندسة الالكترونية وتدرج بالمناصب الحكومية وعمل وزيرًا للتموين والتجارة الداخلية.

## المسيرة العلمية
- تخرج من الكلية الفنية العسكرية عام 1971 بدرجة امتياز مع مرتبة الشرف في مجال الهندسة الإلكترونية.
- في عام 1977 حصل على الماجستير من جامعة باريس 6.
- في عام 1980 حصل على الدكتوراة في استخدام الحاسبات في تصميم الدوائر المصغرة من المدرسة متعددة التقنيات في فرنسا.

## المسيرة المهنية
تولى العديد من المناصب منها:
- عمل بالكلية الفنية العسكرية كرئيس قسم الحاسب حتى يناير 1991.
- شغل منصب المدير العام والتنفيذي لشركة متخصصة في تكنولوجيا المعلومات لمدة 19 عاماً.
- في عام 1999 تم تعيينه كبير مستشاري وزير الاتصالات وتكنولوجيا المعلومات.
- في عام 2002 تم تعينه رئيساً لمجلس إدارة الهيئة القومية للبريد المصري حتى ديسمبر 2005.
- منذ 31 ديسمبر 2005، شغل الدكتور علي المصيلحي منصب وزير التضامن الاجتماعي.

## الوفاة
توفّي علي المصيلحي في 12 أغسسطس 2025 عن ستٍ وسبعين سنة.